# کلیتون (میزوری)
کلیتون (به انگلیسی: Clayton) شهری در شهرستان سنت لوئیس ایالت میزوری است که جمعیت آن در سرشماری سال ۲۰۱۰ میلادی ۱۵٫۹۳۹ نفر بوده است.